# Verziau von Gargantua

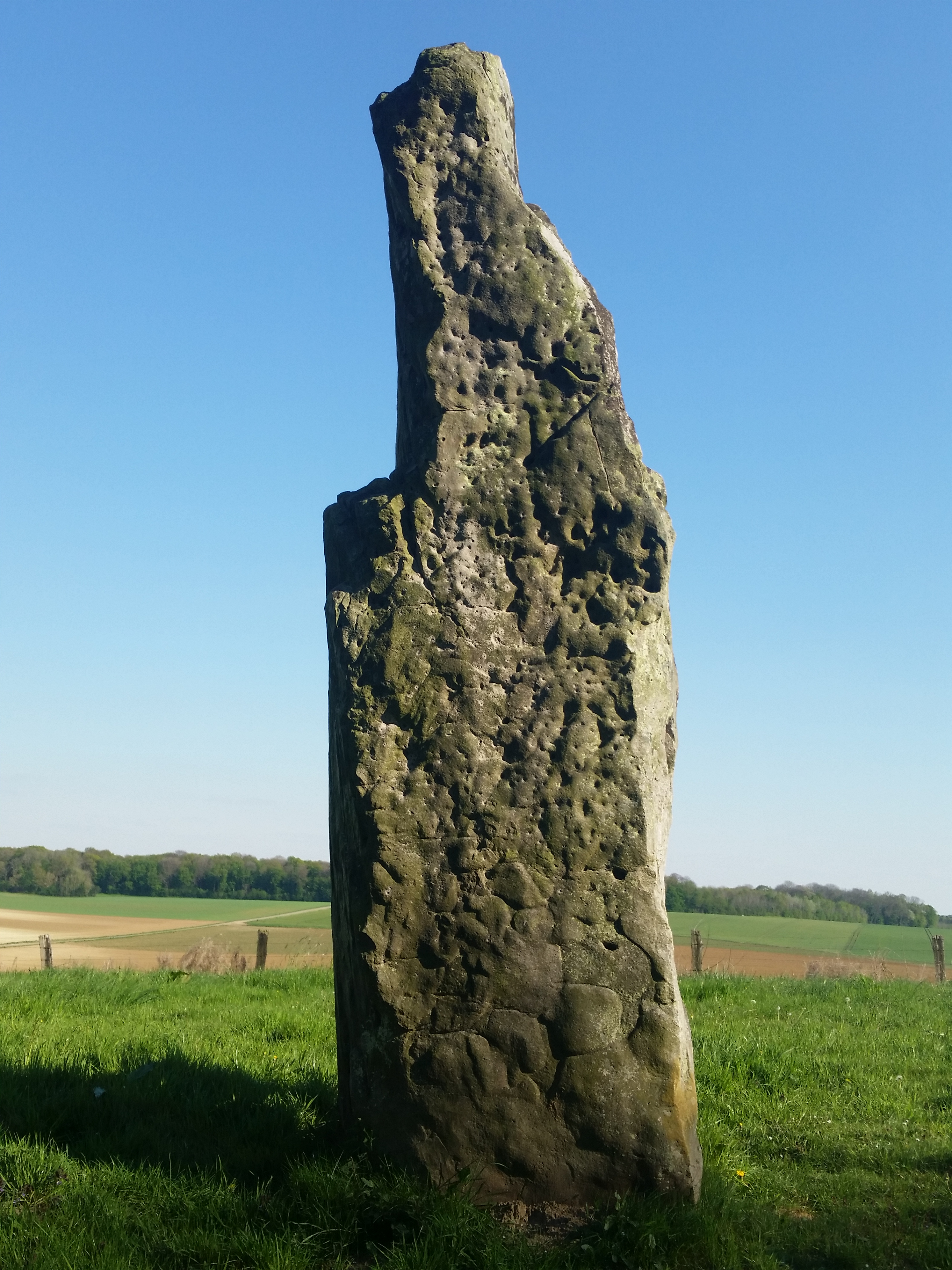
Verziau de Gargantua

Die Verziau von Gargantua (oder Vierzeux von Gargantua, auch als Haute-Borne bekannt) ist ein Menhir in der Nähe von Sons-et-Ronchères im Norden von Bois-lès-Pargny, nördlich von Laon im Département Aisne in Frankreich.
Es ist ein etwa 4,0 m hoher und an der Basis etwa 1,5 m breiter Monolith aus hartem Sandstein. Der Stein ist oben an einer Seite bis auf etwa die Hälfte seiner Höhe abgeschlagen. Die erhaltene Seite verjüngt sich zum oberen Ende hin.
Zu Beginn des 19. Jahrhunderts hatte der Menhir einen Zwilling, der zerstört wurde, um Pflastersteine zu gewinnen. Es wird behauptet, dass der Menhir die gleiche Länge über und im Boden hat, was ihm eine Gesamthöhe von 8,0 m geben würde. Wahrscheinlich stammt der Menhir aus dem benachbarten Wald von Berjaumont, wo Sandsteinblöcke zahlreich sind.
Die Legende besagt, dass ein Mann von immenser Größe ihn benutzte, um seine Sense zu schärfen.
Der Menhir wurde 1889 als Monument historique eingestuft. Er ist einer von drei geschützten Menhiren im Département.
In der Nähe liegt die Allée Couverte de la Fontaine de Sambrecourt.